# ادکاوچ (تگزاس)
ادکاوچ، تگزاس(به انگلیسی: Edcouch, Texas) شهری در ایالت تگزاس از ایالات جنوبی ایالات متحده آمریکا است. در سرشماری سال ۲۰۰۰، جمعیت این شهر ۳۳۴۲ نفر اعلام شد.